# Ploska, Slavuta
Ploska (în ucraineană Плоска) este un sat în comuna Mîrutîn din raionul Slavuta, regiunea Hmelnîțkîi, Ucraina.

## Demografie
Componența lingvistică a localității Ploska
     Ucraineană (99,27%)
     Alte limbi (0,73%)
Conform recensământului din 2001, majoritatea populației localității Ploska era vorbitoare de ucraineană (99,27%), existând în minoritate și vorbitori de alte limbi.